# Jamul, Kalifornien
Jamul är en ort (CDP) i San Diego County, i delstaten Kalifornien, USA. Enligt United States Census Bureau har orten en folkmängd på 6 163 invånare (2010) och en landarea på 43 km².